# Lancia Hyena
Lancia Hyena – samochód sportowy klasy kompaktowej produkowany pod włoską marką Lancia w latach 1992–1993.

## Historia i opis modelu

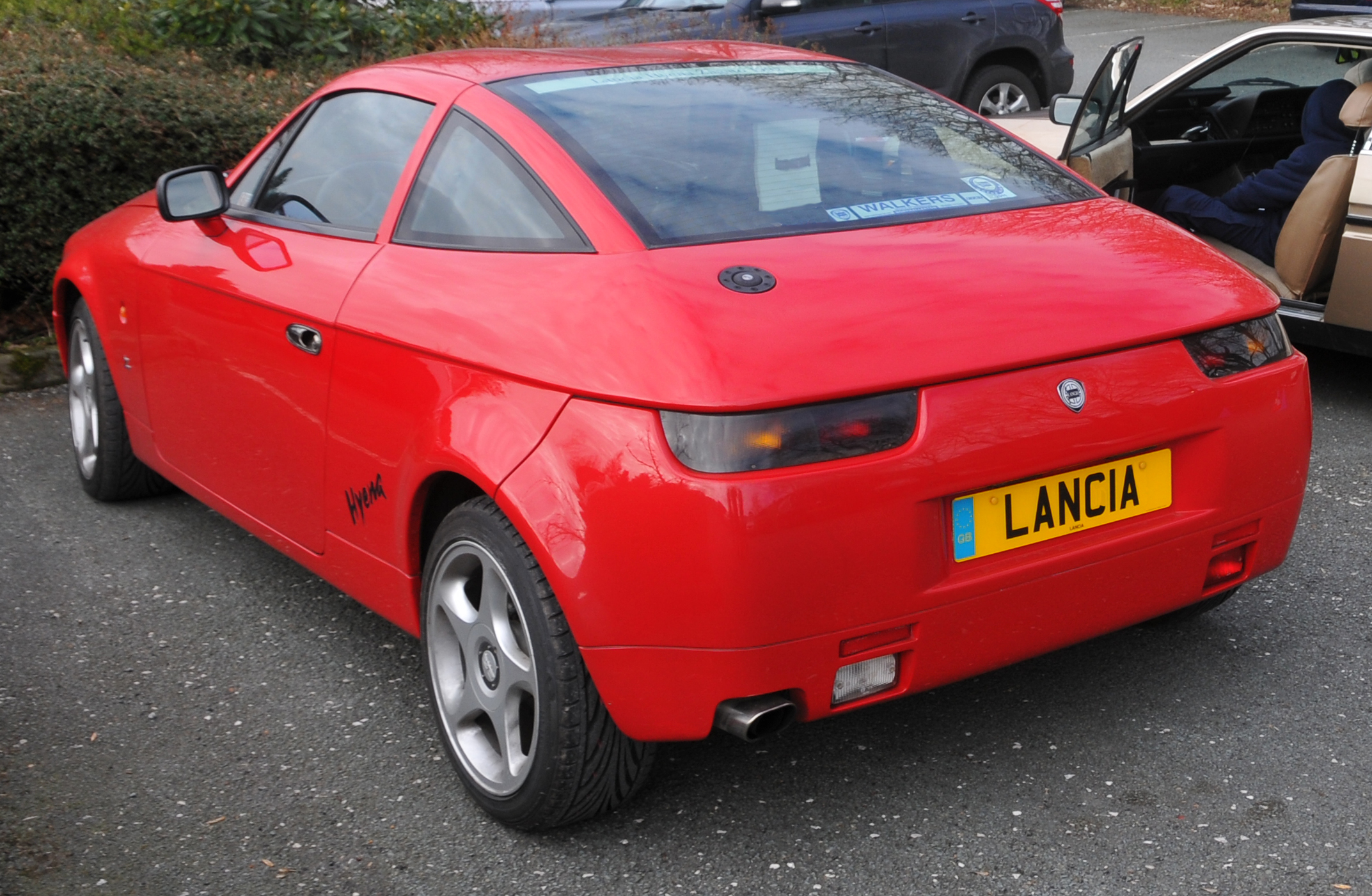
Lancia Hyena - tył

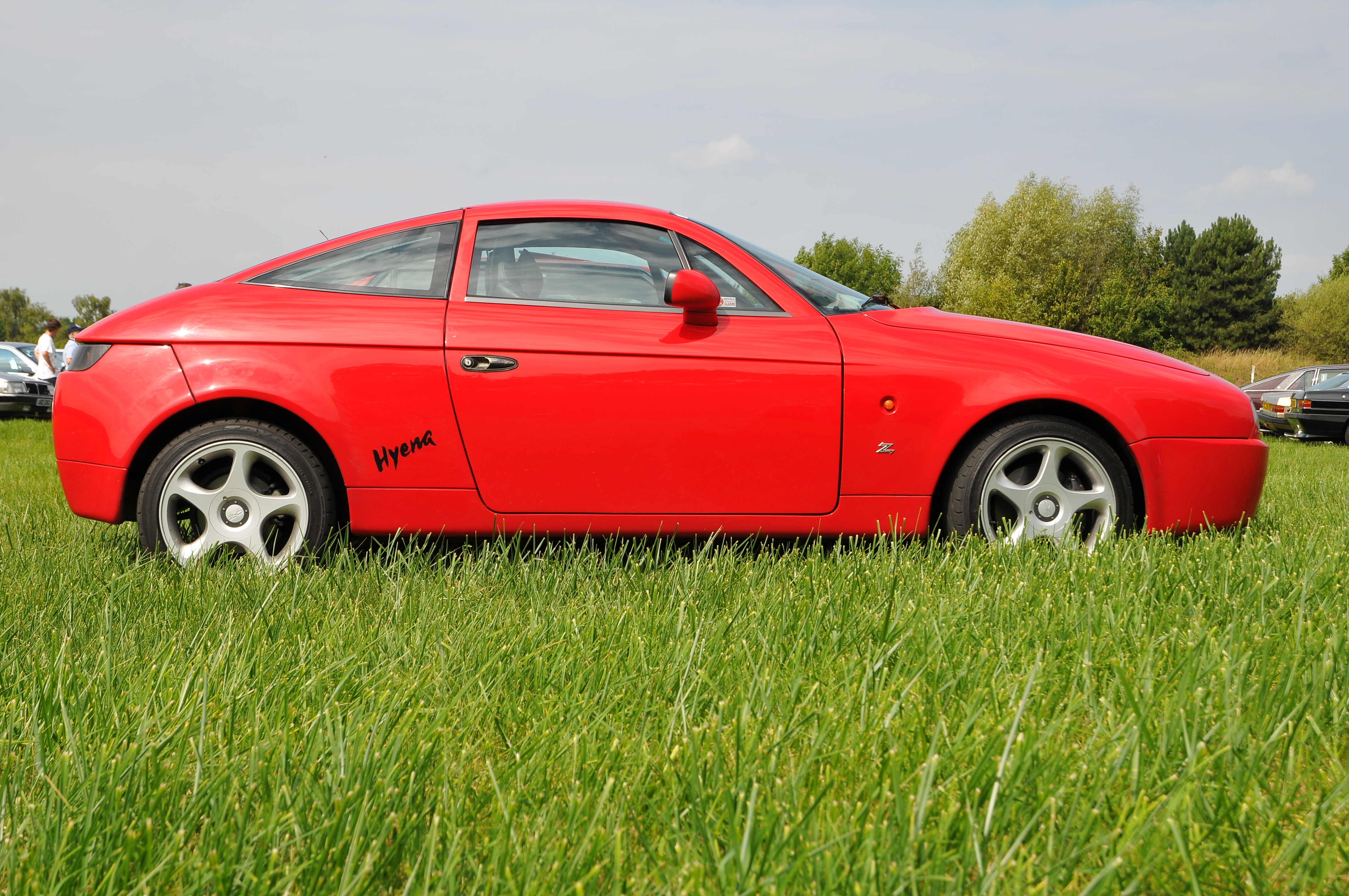
Lancia Hyena - sylwetka

Na początku lat 90. XX wieku Paul Koot, entuzjasta klasycznych włoskich samochodów i ówczesny importer samochodów Lancii w Holandii, dostrzegł w produkowanej wówczas Lancii Delcie Integrale potencjał na utworzenie na jej bazie niewielkiego, 2-drzwiowego coupé. Pomysł przekuł w kilka wstępnych szkiców, a następnie zdecydował się go skonsultować z przewodzącym słynnemu studiu projektowemu Zagato, Andreą Zagato, który odpowiedział z entuzjazmem. W ten sposób włoska manufaktura opracowała model o nazwie Lancia Hyena, który oficjalnie zaprezentowany został w styczniu 1992 roku na targach samochodowych w belgijskiej Brukseli.
Hyena powstała na płycie podłogowej Delty Integrale, dzieląc z nią podzespoły techniczne, układ napędowy oraz silnik. Do wykonania ręcznie montowanego nadwozia wykorzystano aluminium oraz włókno węglowe, co przy mniejszych wymiarach zaowocowało mniejszą masą całkowitą o ok. 200 kilogramów w stosunku do pierwowzoru. Autorski projekt stylistyczny Zagato w obszernym zakresie czerpał z akcentów znanych z innych ówczesnych modeli Lancii, przy zachowaniu unikatowych obłych proporcji z długą przednią maską, zaokrąglonym tyłem i muskularnie zarysowanymi nadkolami.
Do napędu Lanci Hyena wykorzystane zostały czterocylindrowe, dwulitrowe silniki benzynowe w dwóch wariantach mocy, przenoszące moc na obie osie: większość egzemplarzy otrzymała jednostkę 250-konną rozpędzającą się do 100 km/h w 5,4 sekundy, a jeden egzemplarz specjalny w kolorze Madras Blue - 300-konną.

### Sprzedaż
Lancia Hyena miała pierwotnie trafić do małoseryjnej produkcji ograniczonej do 500 egzemplarzy, za czym optował holenderski pomysłodawca wraz z Zagato. Spotkało się to jednak z negatywną odpowiedzią zarządzającego Lancią Fiatem ze względu na potencjalnie wysokie koszty, przez co włoskie studio z Mediolanu zmuszone było koordynować projekt samodzielnie. W efekcie, Hyena powstała jedynie w 24 egzemplarzach między 1992 a 1993 rokiem, z czego większość trafiła do krajów z ruchem lewostronnym, jak Wielka Brytania i Japonia. Po latach, pojedyncze egzemplarze Lancii Hyena regularnie trafiają do sprzedaży na rynku wtórnym podczas licytacji - m.in. w 2019, 2020 i 2021 roku.

### Silniki
- R4 2.0l 250 KM
- R4 2.0l 300 KM